# Bolusanthus speciosus
Bolusanthus speciosus är en ärtväxtart som först beskrevs av Harry Bolus, och fick sitt nu gällande namn av Hermann August Theodor Harms. Bolusanthus speciosus ingår i släktet Bolusanthus och familjen ärtväxter. Inga underarter finns listade i Catalogue of Life.

## Bildgalleri

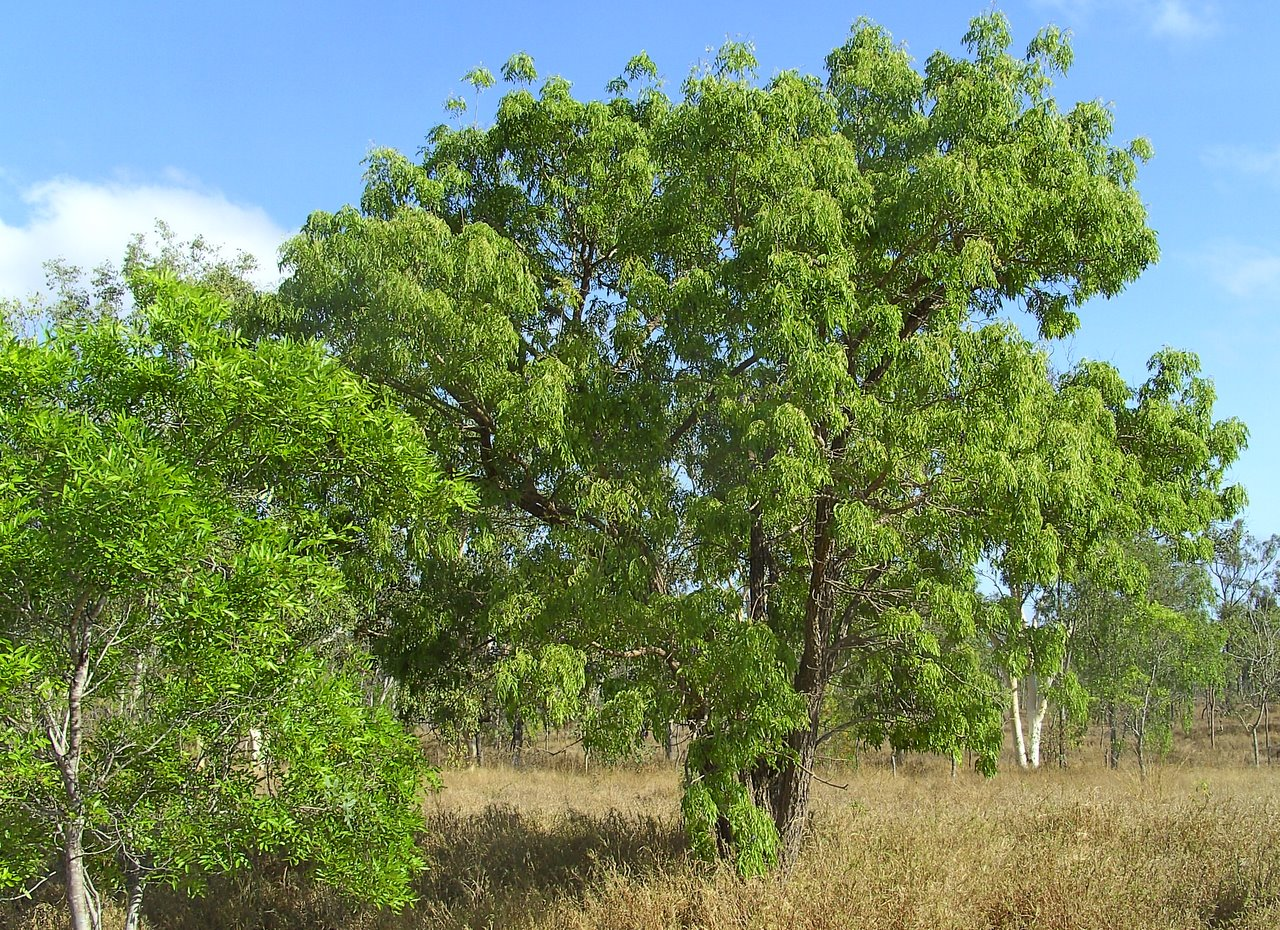
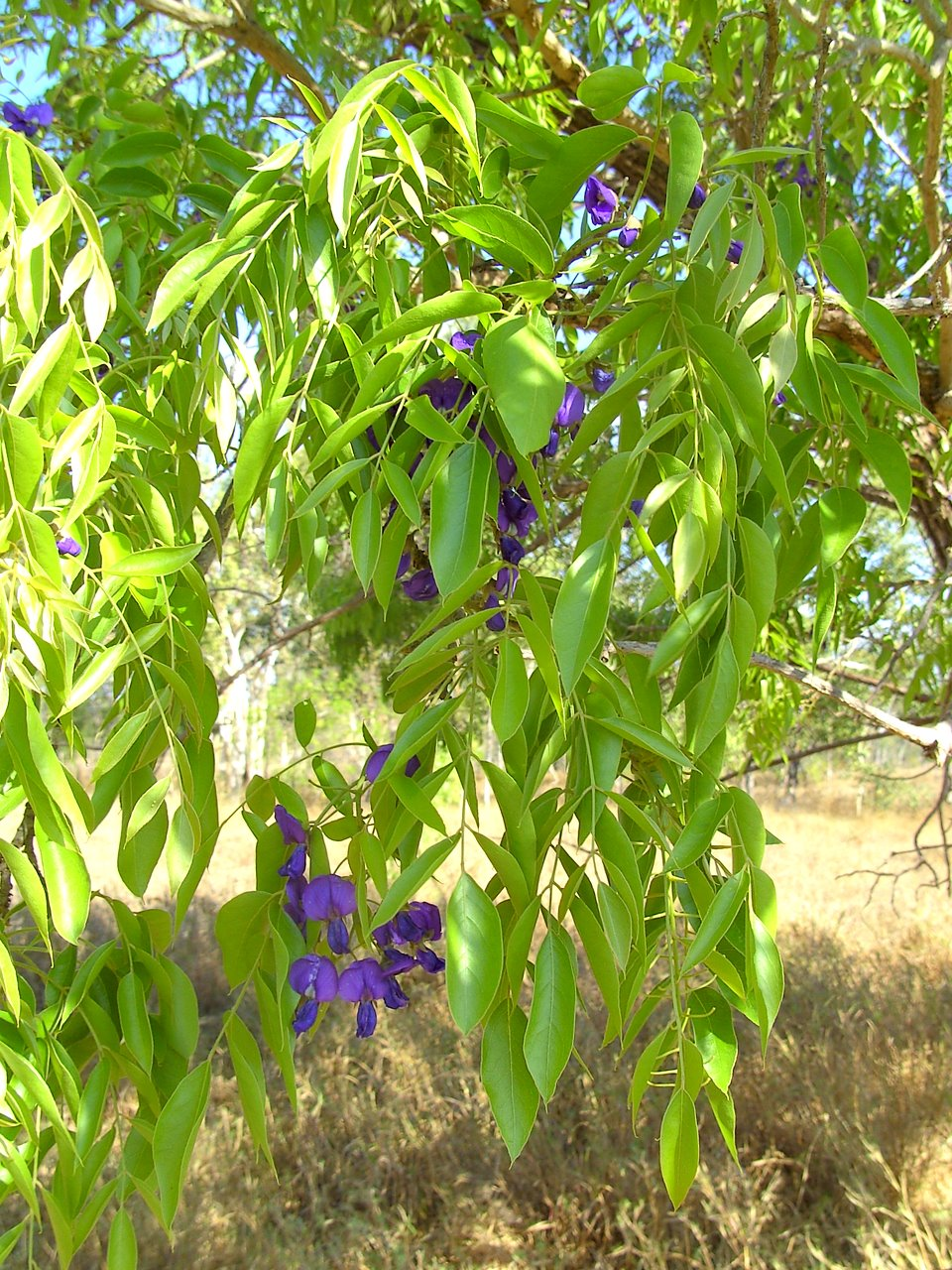
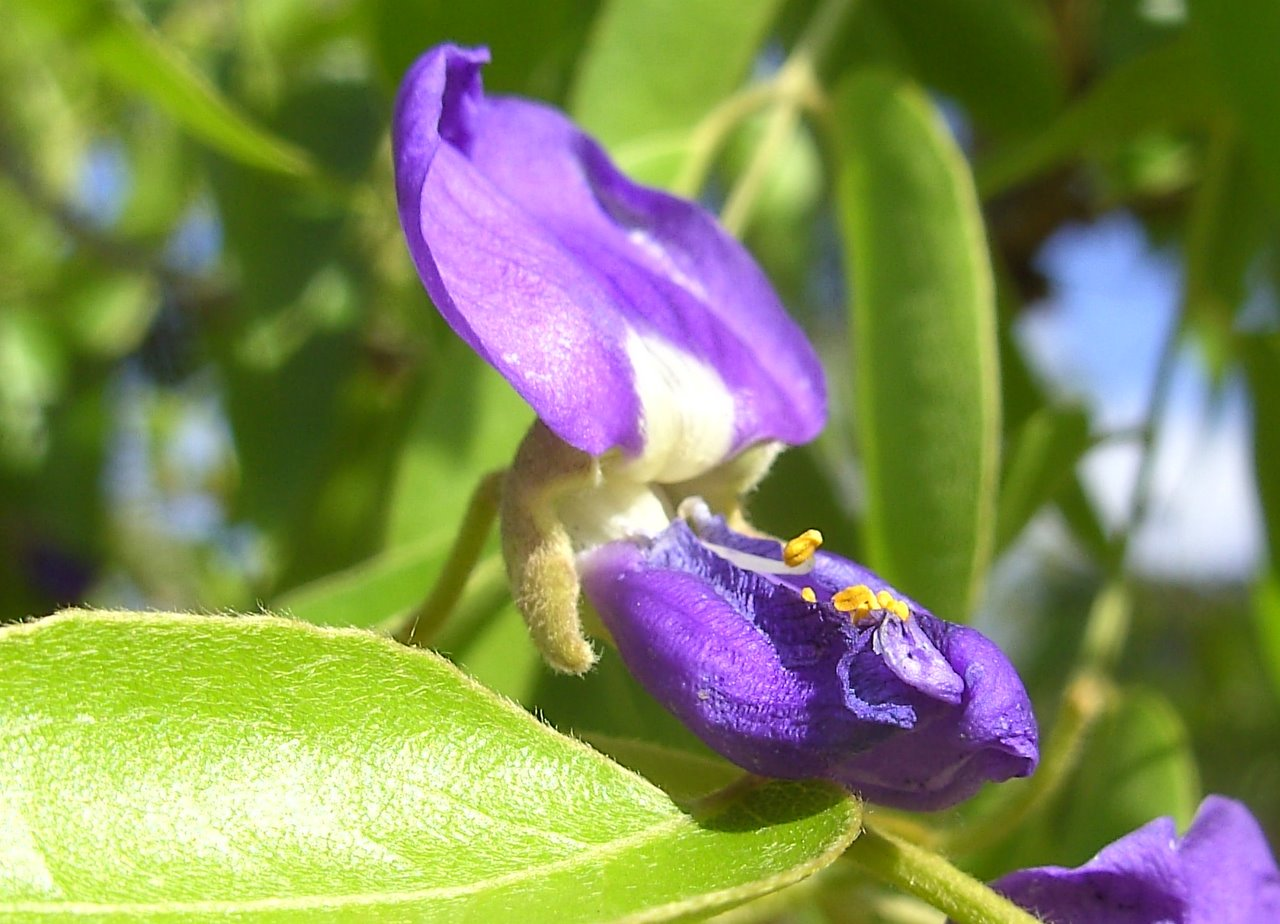
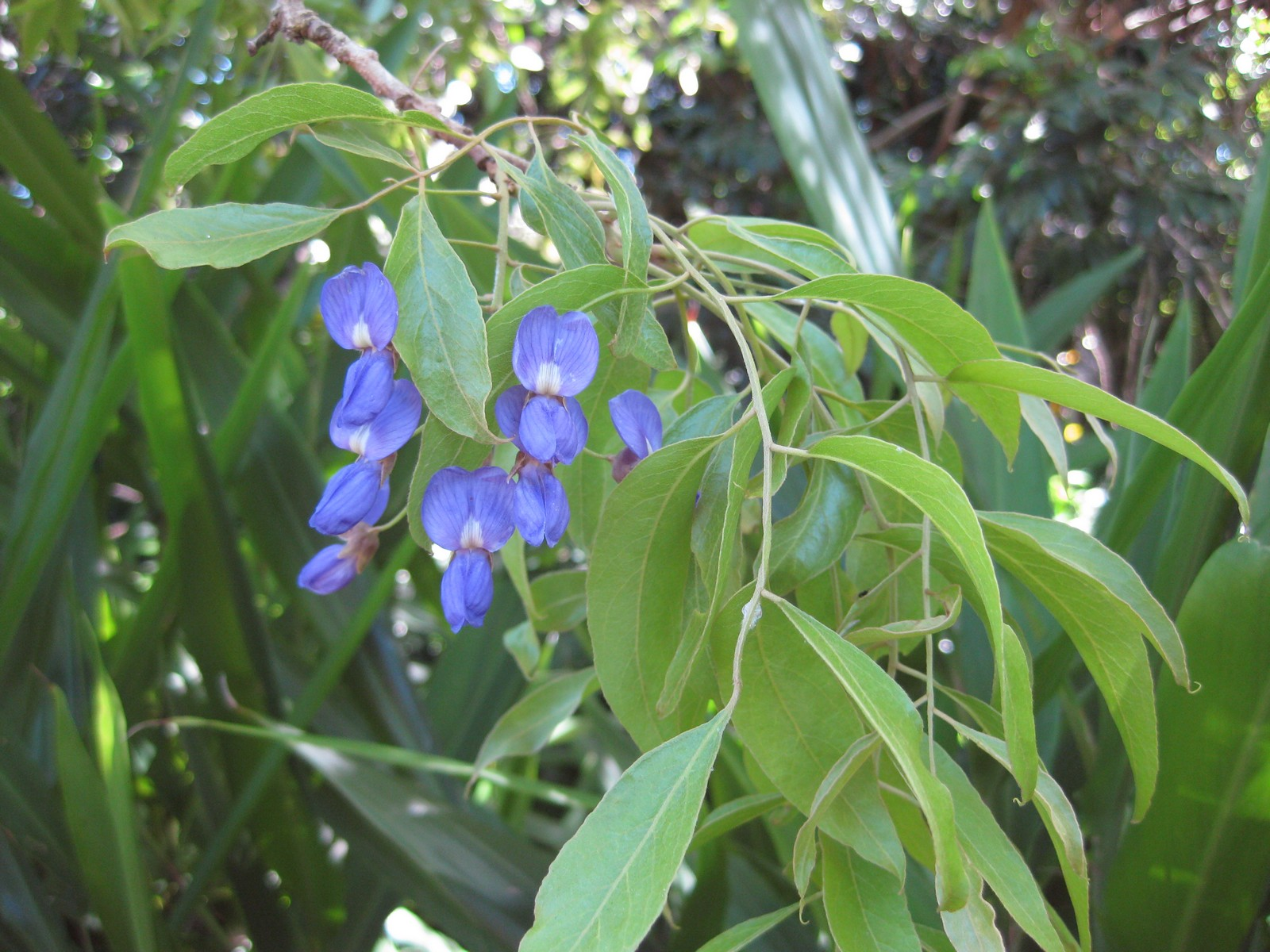